# ヒットマン:エージェント47
『ヒットマン:エージェント47』（原題：Hitman: Agent 47）は、2015年制作のアメリカ合衆国・ドイツ・イギリスのアクション映画。
アイドスから発売されているゲームシリーズ「ヒットマン」を映画化した2007年の映画『ヒットマン』のリブート。日本では劇場未公開。

## あらすじ
DNA操作により作り上げられた最高の暗殺者エージェント47に新たな指令が下る。それは48時間以内にカティアという女性を見つけ出せというものだった。
だが、シンジケート社が送り込んだジョン・スミスという男が先にカティアを見つけ出し、「47が君を殺しに来る。助けられるのは僕だけだ。」と彼女に告げる。そこに47が現れ、壮絶なバトルが幕を開ける。カティアはどちらが敵なのか味方なのかも分からないまま、危険な事態に巻き込まれていく。

## キャスト
| 役名                 | 俳優                     | 日本語吹き替え |
| -------------------- | ------------------------ | --- |
| エージェント47       | ルパート・フレンド       | 間宮康弘 |
| カティア             | ハンナ・ウェア           | 渋谷はるか |
| ジョン・スミス       | ザカリー・クイント       | 木内秀信 |
| リトヴェンコ         | キアラン・ハインズ       | 森功至 |
| ル・クラーク         | トーマス・クレッチマン   | 宮内敦士 |
| デルリエゴ博士       | ロルフ・カニース         | |
| ダイアナ             | アンジェラベイビー       | |
| ファビアン           | エミリオ・リヴェラ       | |
| トビアス             | ユルゲン・プロホノフ     | |
| ガラド               | ゼバスティアン・フールク | 森宮隆 |
| その他               | N/A                      | 大津愛理、近藤唯 佐藤亜美菜、さかき孝輔 西島麻紘、田村真 椙本滋、俊藤光利 中根徹、佐久間元輝 綿貫竜之介、桜岡あつこ |
| 日本語版制作スタッフ |                          | |
| 演出                 | 演出                     | 簑浦良平 |
| 字幕翻訳             | 字幕翻訳                 | 松崎広幸 |
| 吹替翻訳             | 吹替翻訳                 | 久保喜昭 |
| 制作                 | 制作                     | ACクリエイト |

## 製作
2013年に映画『ヒットマン』のリブートが制作されることが決定した。当初はポール・ウォーカーが主演をつとめる予定で企画がスタートしたが、ウォーカーの死により実現しなかった。その後、ルパート・フレンドを主役に起用することが決定した。
当初は2015年2月に公開予定であったが延期され、2015年8月に全米公開されることが決定した。